# Белкин, Александр Никитович
Алекса́ндр Ники́тович Бе́лкин (5 августа 1918; деревня Ивачево ныне Гороховецкого района Владимирской области — 12 июля 1984; город Севастополь, Крым) — Герой Советского Союза (4 февраля 1944), полковник (1975).

## Биография

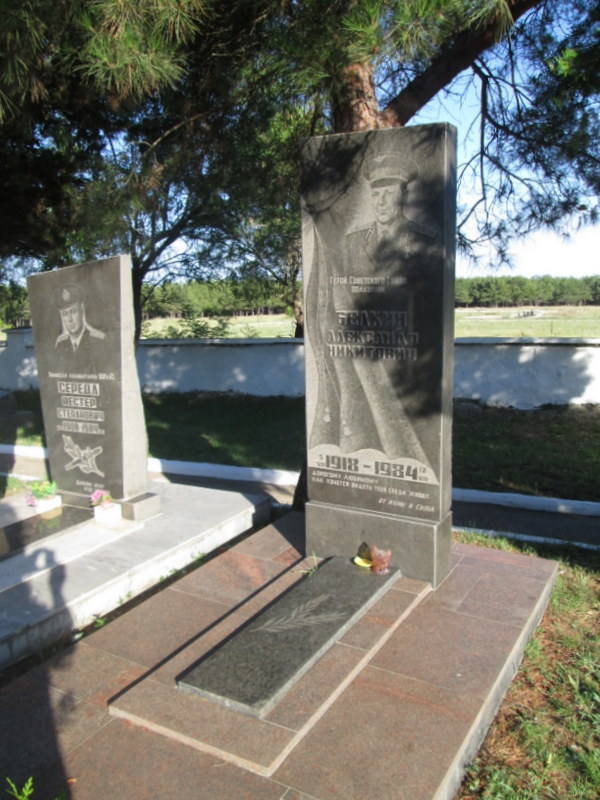
Могила Александра Белкина. Объект культурного наследия Украины

Родился 5 августа 1918 года в деревне Ивачево ныне Гороховецкого района Владимирской области. Русский. В 1931 году окончил школу-семилетку в Москве. Работал слесарем на заводе. В 1937 году окончил Кировский аэроклуб г. Москвы.
В армии с января 1938 года. В 1938 году окончил Борисоглебскую военную авиационную школу лётчиков (ВАШЛ). Был на лётно-инструкторской работе: в Читинской ВАШЛ (1938—1939), Батайской ВАШЛ (1939—1941) и Армавирской ВАШЛ (март-октябрь 1941). В октябре 1941 года прошёл переобучение в 14-м запасном авиационном полку (город Рыбинск) и был направлен в 24-й истребительный авиационный полк.
Участник Великой Отечественной войны: в марте-июне 1942 — командир звена 24-го истребительного авиационного полка (Северо-Западный фронт). Участвовал в Демянской операции.
В 1943 году окончил Липецкие курсы усовершенствования командного состава. В январе-марте 1943 года — заместитель командира авиаэскадрильи 2-го запасного авиационного полка (посёлок Сейма Горьковской области).
С апреля 1943 года вновь на фронте. В апреле-июле 1943 — командир авиаэскадрильи 31-го истребительного авиационного полка. В июле 1943 — августе 1944 — заместитель командира — штурман авиаэскадрильи, а затем командир авиаэскадрильи 164-го истребительного авиационного полка. В августе 1944 — мае 1945 — командир звена 116-го истребительного авиационного полка. Воевал на Юго-Западном и 3-м Украинском фронтах. Участвовал в освобождении Донбасса, Южной Украины, Венгрии, Югославии и Австрии. За время войны совершил 385 боевых вылетов на истребителях ЛаГГ-3 и Ла-5, в 78 воздушных боях сбил по данным наградного листа лично 22 и в составе группы 1 самолёт противника, а по данным исследования М. Ю. Быкова — 17 самолётов лично.
Указом Президиума Верховного Совета СССР «О присвоении звания Героя Советского Союза офицерскому составу военно-воздушных сил Красной Армии» от 4 февраля 1944 года за «образцовое выполнение боевых заданий командования на фронте борьбы с немецкими захватчиками и проявленные при этом отвагу и геройство» удостоен звания Героя Советского Союза с вручением ордена Ленина и медали «Золотая Звезда».
После войны продолжал службу в строевых частях ВВС (в Южной группе войск в Венгрии и Ленинградском военном округе). В 1948 году окончил Высшие офицерские лётно-тактические курсы (город Таганрог). Продолжал службу в авиации ПВО. В 1952 году был списан с лётной работы и назначен штурманом командного пункта штаба 103-й истребительной авиадивизии ПВО. В декабре 1956 года вышел в запас в звании полковника.
Жил в городе Севастополь (Крым). Умер 12 июля 1984 года. Похоронен на мемориальном братском кладбище Великой Отечественной войны (посёлок Дергачи в черте Севастополя).
Память
- Его могила является объектом культурного наследия Украины.

## Награды
- Герой Советского Союза (4.02.1944)
- орден Ленина (4.02.1944)
- 2 ордена Красного Знамени (8.09.1943, 12.05.1945)
- орден Красной Звезды (1953)
- медаль «За боевые заслуги» (24.06.1948)
- другие медали